# Xã Hovey, Quận Armstrong, Pennsylvania
Xã Hovey (tiếng Anh: Hovey Township) là một xã thuộc quận Armstrong, tiểu bang Pennsylvania, Hoa Kỳ. Năm 2010, dân số của xã này là 97 người.